# Holtgast
Holtgast er en kommune i Landkreis Wittmund i den nordvestlige del af den tyske delstat Niedersachsen. Navnet Holtgast står for skov (holt) på gesten (gast).

## Geografi
Kommunen ligger i turistområdet ved den østfrisiske Nordsøkyst. Holtgast ligger ved vejen mellem Esens og Dornum. I nærheden af feriebyen Holtgast ligger Schafhauser Wald og byen Esens. I kommunen ligger en del af det 67 ha store Naturschutzgebiet Ochsenweide der blev fredet i 1990. En del af området ligger i kommunen Moorweg.

### Inddeling
I kommunen ligger ud over Holtgast landsbyerne Damsum, Fulkum og Utgast.